# Herálec (Havlíčkův Brod-i járás)
Herálec település Csehországban, a Havlíčkův Brod-i járásban. Herálec Kalhov, Boňkov, Věž, Úsobí, Slavníč, Skorkov, Lípa, Humpolec, Čejov és Větrný Jeníkov településekkel határos. Lakosainak száma 1193 fő (2024. január 1.).

## Népesség
A település lakosságának változását az alábbi diagram mutatja:
| Lakosok száma | 2321 | 2285 | 2228 | 1796 | 1291 | 1100 | 1132 | 1112 | 1109 | 1193 |
|               | 1869 | 1890 | 1921 | 1950 | 1980 | 2001 | 2017 | 2019 | 2022 | 2024 |